# Les vespes
Les vespes (en grec antic: Σφήκες ) és una comèdia del dramaturg grec Aristòfanes. És la quarta en ordre cronològic de les onze comèdies aristofàniques que han sobreviscut. Fou presentada al concurs de les festes Lenaia el 422 aC, en què obtingué el primer premi, per davant de Proagó, de Filònides i Ambaixadors, de Leucó. El seu nom es deu a la identificació del cor, format per membres dels tribunals atenesos, amb vespes armades amb agullons. L'obra és un atac contra Cleó i el funcionament dels tribunals populars de l'Heliea. Ha sigut traduïda al català per Manuel Balasch i Recort el 1972 i per Josep Antoni Clua Serena el 1991.

## Argument
L'obra gira al voltant de Filocleó (que significa 'amic de Cleó') i del seu fill Bdelicleó ('que odia Cleó'), els noms dels quals marquen llur oposició davant el polític atenès Cleó, la diana preferida de les mofes d'Aristòfanes. Filocleó és addicte als judicis de la cort atenesa, i es passa tot el temps com a membre del jurat, jutjant els altres.
Bdelicleó vol ajudar son pare, així que el tanca a casa, però Filocleó fa mans i mànigues per sortir-ne per anar al jutjat. Protagonitza uns còmics i poc exitosos intents de fuita, inclosa una paròdia de la fugida d'Odisseu de la gruta del ciclop dal llibre IX de l'Odissea fent servir un ase en lloc d'un carner. El cor va a rescatar-lo, membres del jurat com Filocleó, i com ell també veterans de les guerres mèdiques, enfadats i incisius com les vespes. Bdelicleó i els seus servents barallen contra les vespes, i la victòria és per a Bdelicleó. Finalment, tots decideixen debatre l'afer i acceptar el resultat de la discussió. Les raons que dona Bdelicleó s'imposen, i fa veure a son pare i al cor de vespes que són el simple instrument dels poderosos com Cleó. Amb el cor derrotat, Filocleó es resigna a quedar-se a casa, però sense renunciar al seu paper com a jutge.
Per tal d'ajudar son pare a superar l'addició, Bdelicleó construeix un jutjat a casa seva perquè son pare el presideixi. Com que no tenien ningú per a acusar, Filocleó jutja el gos de la família per haver menjat una mica de formatge sicilià (aparentment, això feia referència a un judici recent en què Cleó acusà el general atenès Laques per acceptar suborns dels enemics sicilians d'Atenes. Possiblement, sigui també una mofa del judici de Cleó al mateix Aristòfanes).
En un judici absurd, Bdelicleó defensa el gos i, quan tota la resta falla, un grup de nens vestits com els cadells del gos apareixen en escena. Filocleó ni s'immuta, però Bdelicleó intercanvia les capses on estaven dipositats els vots sense que ningú el veiés, fent que el seu vot aparegués juntament amb els que el consideraven innocent. Quan es compten "tots els vots" i s'absol el gos, Filocleó es desmaia, car fins ara mai no havia absolt ningú.
Aleshores ambdós acudeixen a un simposi. Aprofundint en el tema del canvi de papers, Bdelicleó ensenya a son pare com cal comportar-se adequadament en el simposi. En aquesta escena, veiem una -intencionada- inconsistència de Bdelicleó com a personatge: expressa el seu menyspreu per com Cleó manipulava els membres del jurat, però tanmateix llança flors a Cleó i als seus serfs.
Només es mostren les conseqüències d'aquesta festa al final: Filocleó s'emborratxa, insulta gairebé tots els assistents al simposi, segresta un flautista i fa caure una safata de pa. Alguns dels que va ofendre durant la nit venen a informar-lo de les denúncies que li posaran, però el despreocupat Filocleó se'n riu, d'ells. L'important és que és feliç; el cor comenta que ha millorat considerablement. L'obra acaba amb un final absurd i d'acord amb la trama, quan Filocleó repta tres crancs (els fills de Carcí, que representen els dramaturgs d'Atenes) a participar en un concurs de dansa.

## Estructura interna

### Personatges
Els personatges d'aquesta obra es poden dividir entre dos de principals i la resta de secundaris:
Els dos personatges principals són Filocleó i Bdelicleó, que actuen com a antagonista i protagonista, respectivament. La seva contraposició ja es troba reflectida en el significat dels seus noms il·lustratius: el primer, 'que estima Cleó'; el segon, 'que odia Cleó', i representa una oposició de generacions.
Filocleó és la figura negativa que introdueix la problemàtica motora de l'obra: la seva addicció a l'activitat judicial. Definit en gran part pels servidors i pel cor, i també pels seus mateixos comentaris, es presenta com un ancià malhumorat, tossut i incommovible que gaudeix jutjant, no per necessitat econòmica, sinó pel plaer de condemnar tots els acusats i sense escoltar mai la versió de la defensa. Així doncs, representa la implacabilitat judicial més extrema. Al llarg de l'obra, hi ha una evolució relativa en la seva actitud gràcies als esforços del seu fill, que aconsegueix que abandoni l'activitat judicial pública, reduint-la només a l'àmbit domèstic; tanmateix, la seva naturalesa malvada i incommovible no varia. El seu canvi de comportament, però, té uns resultats inesperats i negatius en el banquet del final: pels efectes de l'alcohol, Filocleó passa de la inflexibilitat més recta a la disbauxa més descontrolada i perjudicial.
Bdelicleó és el personatge que actua com a antítesi positiva de Filocleó, el seu pare. Al llarg de tota l'obra i de totes les disputes amb el seu pare, presenta un caràcter crític, honrat i compassiu; així doncs, amb els valors que voldria transmetre a Filocleó. Manté també la seva determinació de canviar el seu pare, de curar-lo d'aquesta malaltia, amb tota mena d'arguments i de mètodes, i d'"avesar-lo a viure una vida més humana". S'erigeix com a representant dels interessos del poble en reivindicar un millor funcionament de la justícia pública i en denunciar l'abús de poder de certs líders polítics.
D'entre els secundaris, hi destaca, per la seva presència al llarg de l'obra, el cor. Es tracta d'un conjunt format per vint-i-quatre ancians jutges amb un fibló d'abella, que simbolitza tant la seva agressivitat com a jutges com el seu antic valor viril en les guerres mèdiques contra els perses. Bàsicament, però, s'utilitza com a recurs còmic de ridiculització. Inicialment, el cor comparteix la posició de Filocleó, però a un nivell més moderat. Marca la diferència entre els ancians i Filocleó el fet que els primers es dediquen a l'activitat judicial per necessitat econòmica. El cor és el col·lectiu que té una evolució més clara i positiva: des d'identificar-se completament amb l'antagonista fins a recapacitar pels arguments del protagonista, Bdelicleó. Aquest canvi de pensament accentua encara més el caràcter inamovible i extremat de Filocleó.
Pel que fa a la resta de secundaris, hi participen: el servidor primer i el servidor segon, que estan sota les ordres de Bdelicleó, fent la vigilància del seu pare, i que alhora serveixen per a informar l'espectador dels fets que no tenen lloc davant seu; un comensal, que amenaça de denunciar Filocleó pels danys ocasionats a la gent del banquet; una flequera també enfurismada, a qui Filocléo, begut, ha fet caure els aliments del seu cove i a qui aquest intenta distreure amb faules; i un ciutadà, que també el vol citar a judici per les injúries rebudes. Surten en l'obra altres personatges muts: nois, esclaus, gossos, testimonis, una flautista, comensals, Querefont i tres dansaires.

### Acció
L'acció té lloc davant de la casa de Bdelicleó. Es desenvolupa durant un temps menor a un dia, iniciant-se poc abans de l'alba, quan encara és fosc. Hi ha diverses referències cronològiques (a persones, com Cleó o Eurípides, o a esdeveniments com la batalla de Salamina), que situen els fets en un context de contemporaneïtat respecte al moment en què es representa l'obra, l'any 422 aC.
L'acció avança cronològicament i de manera unilateral, integrada per l'activitat dels dos personatges principals al llarg d'aquest dia. Tanmateix, també presenta retrospeccions al passat amb la funció de situar els espectadors en l'argument, com ara les explicacions inicials dels servidors que aclareixen el motiu pel qual el fill ha tancat el pare, i sobretot quan hi ha hagut un salt argumental perquè l'acció s'ha desenvolupat en un altre lloc, com quan el mateix servidor explica els fets ocorreguts durant el banquet. Així mateix, hi ha algunes fugaces anticipacions del futur, com les insinuacions del canvi de comportament de Filocleó per part del cor després d'haver escoltat els convincents arguments de Bdelicleó.

## Llengua
Ja des d'antic, la llengua usada per Aristòfanes en les seves obres va ser ben valorada com a model a seguir. El retòric romà Quintilià va arribar a dir que la llengua d'Aristòfanes constituïa un magnífic exemple de llengua àtica, que havia de ser estudiat i seguit pels oradors, ja que només es podia considerar inferior als mateixos textos homèrics.
Aristòfanes fa servir diferents formes mètriques en la seva producció dramàtica, que solen correspondre's amb un determinat ús del llenguatge; així, per exemple, en general, el trimetre iàmbic (la forma més utilitzada) sol servir per a una expressió informal que devia ser molt semblant a la llengua parlada, cosa que la fa convenient per al diàleg i el soliloqui. Per als debats formals i informals -però sempre més formals que els expressats amb el iàmbic-, discussions excitades i discursos corals, l'autor opta, en general, pel tetràmetre catalèctic. En tot cas, abunden en l'obra teatral d'Aristòfanes l'expressivitat, les crides a l'atenció del públic, els sobreentesos -que s'expliquen pel context-, les interrupcions brusques (en el context del diàleg) i, en general, les formes del llenguatge col·loquial, també amb interjeccions i onomatopeies.
La llengua que Aristòfanes atribueix als seus personatges ha de ser comprensible i escaient per al diàleg i la representació: ha de permetre a l'espectador comprendre la situació. Per això, molts cops la llengua ha de completar la comprensió visual d'una escena o ajudar a entendre aspectes de la trama. Així, per exemple, els adjectius sovint adquireixen valor de demostratius o possessius, ja que expressen realitats físicament pròximes a l'oient o l'interlocutor. De la mateixa manera, abunden també els genitius exclamatius, que incideixen en aquest valor díctic de l'article, com, per exemple, quan Filotectetes exclama en el vers 161: Apol·lo protector. Quin oracle! (Ἄπολλον ἀποτρόπαιε τοῦ μαντεύματος). Per tant, la llengua sempre serà interactiva i dialògica; fins a tal punt, que, per exemple, quan Bdelicleó ha d'explicar com ha enredat el seu pare amb les urnes, primer fa un apart, per a explicar ben bé la situació al públic, i després parla en veu alta, perquè el senti un altre personatge.
La llengua d'Aristòfanes, tant en Les vespes com en altres obres de l'autor, és un testimoni privilegiat de la realitat sociolingüística de l'Atenes del segle V aC. En aquest sentit, la comèdia, si bé literària, és també una eina que ens permet acostar-nos a la realitat diària del ciutadà d'Atenes i el seu comportament social amb les diferents variants lingüístiques. En Les vespes i en altres obres d'Aristòfanes, la filologia ha arribat a distingir diferents varietats del grec parlat durant les darreres dècades del segle v aC, però també els grups de persones que les feien servir. Així, pel context cultural, s'hi aprecien dos registres diferents, tots dos vinculats a la religió, que són el de l'himne i el de la pregària, que es caracteritzen per formes particulars pel que fa a expressions d'invocació, verbs, vocabulari, sintaxi i estructura de les frases. D'altra banda, també trobem en la llengua de Les vespes l'ús d'un llenguatge tècnic especialitzat, que no deixa de tenir, amb tot, una presència relativament escassa. En tot cas, es tracta d'un llenguatge directament vinculat a la matèria tractada i, en el cas particular de Les vespes, els llenguatges especialitzats que hi trobem són els de la medicina i dels legisladors.
Les vespes és, de totes les obres d'Aristòfanes, on trobem més terminologia del món de la medicina, si bé no deixa de ser un ús molt restringit i mesurat; és probable, en aquest sentit, que el llenguatge mèdic estigués més reduït als qui exercien la medicina. En canvi, és probable que el llenguatge tècnic més propi de la legislació i de l'estil dels demagogs fos més conegut pels atenesos en el seu dia a dia, cosa que explicaria la seva presència més generosa en Les vespes. Quan aquest llenguatge tècnic més propi de la legislació, que els atenesos devien conèixer força bé, es barreja amb el llenguatge més col·loquial, el contrast i l'element paròdic provoquen hilaritat.

## Altres obres d'Aristòfanes
- Els acarnesos
- Els cavallers
- Els núvols
- La Pau
- Els ocells
- Lisístrata
- Plutus
- Tesmofòries
- Les granotes
- Les assembleistes

## Temes

### Corrupció política
El tema principal de l'obra és la corrupció en els judicis i en la política. Aristòfanes critica amb clau d'humor tots els tripijocs que es duien a terme en els tribunals atenesos de l'època. En tan sols una frase dita per un dels personatges principals, el pare Filocleó, es resumeix i demostra la sàtira a la corrupció:
- “οὐκ ἐᾷ μ᾽ ὦνδρες δικάζειν οὐδὲ δρᾶν οὐδὲν κακόν, 
ἀλλά μ᾽ εὐωχεῖν ἕτοιμός ἐστ᾽: ἐγὼ δ᾽ οὐ βούλομαι.” (v.340-341) 
- "Homes! No em permet jutjar ni que faci cap mal. En canvi, vol que em quedi 
a casa a gaudir de mi mateix, però això sóc jo que no ho vull." (v. 340-341)
Filocleó és un jutge i anuncia que vol anar als jutjats per fer mal a la gent. Aquest és un tema que ja es tractava en l'antiga Grècia, i que encara avui dia tenim molt present. La corrupció política i judicial es remunta a l'instant en què es va començar a tractar la política. Aristòfanes va viure en una època de trànsit, plena de corrupció. L'època en què es va dur a terme la Guerra del Peloponès i la gran ciutat d'Atenes va començar el seu declivi. El sistema judicial atenès estava a càrrec dels tribunals de l'Heliea (anomenats així perquè, al principi, es feien les sessions als sol).
La temptació del govern per posar al seu servei el sistema judicial és quelcom que succeïa i succeeix.

### Addicció
L'addicció és un altre tema que es tracta l'obra de Les vespes, perquè el protagonista és addicte a ser jutge i jutjar. Donat que aquesta és la feina de Filocleó, podríem considerar aquesta addicció una addicció al treball. El fill de Filocleó, Bdelicleó, sent conscient de l'estranya malaltia que el seu pare està patint, decideix tancar-lo a casa impedint-li així que vagi als tribunals. Això no obstant, Filocleó fa tots els possibles per anar-hi, encara que, finalment, no ho aconsegueix. També un altre tipus d'addicció es deixa entreveure en l'obra, i és l'addicció a l'alcohol. A la festa en què van pare i fill, el pare al començament decideix no beure vi per por a no controlar-se; però Bdelicleó li diu que per ser una persona de bé ha de beure vi. Així doncs, el pare cessa al rebuig de beure vi i, conseqüentment, pels efectes del vi, es descontrola i va insultant tothom que es troba pel camí.

### Oposició de les generacions
En tota la història de la humanitat, sempre hi ha hagut diferències entre generacions, entenent com a generació la diferència d'edat entre pares i fills. Aquesta distància generacional ha comportat moltes discussions i controvèrsies entre pares i fills pel fet de contemplar la vida amb diferents ulls. En Les vespes, es pot apreciar aquesta diferència d'edat entre dos dels personatges principals; Filocleó, que és presentat per Aristòfanes com un personatge tossut i tocat del cap, és el pare, i Bdelicleó, un jove assenyat i honrat, el seu fill. És interessant observar com, en aquesta obra, el fill és qui vol ajudar el pare a superar l'addicció que té pels judicis i no a l'inrevés. El fill sempre respon a totes les sortides del pare amb compassió i afecte.